# Cheektowaga (pueblo)
Cheektowaga es un pueblo ubicado en el condado de Erie en el estado estadounidense de Nueva York. En el año 2020 tenía una población de 89,877 habitantes y una densidad poblacional de 1 141,08 personas por km².

## Geografía
Cheektowaga se encuentra ubicado en las coordenadas 42°54′14″N 78°44′38″O / 42.90389, -78.74389.

## Demografía
Según la Oficina del Censo en 2000 los ingresos medios por hogar en la localidad eran de $38 121, y los ingresos medios por familia eran $46 646. Los hombres tenían unos ingresos medios de $34 538 frente a los $25 434 para las mujeres. La renta per cápita para la localidad era de $19 627. Alrededor del 6,5% de la población estaban por debajo del umbral de pobreza.